# Ramon Dekkers
Ramon "The Diamond" Dekkers (ur. 4 września 1969 w Bredzie, zm. 27 lutego 2013 tamże) – holenderski kick-boxer. Był ośmiokrotnym mistrzem świata w boksie tajskim oraz mistrzem świata w kick-boxingu. W latach 90. walczył w Tajlandii, gdzie był najsłynniejszym zagranicznym zawodnikiem. Był także pierwszym obcokrajowcem, który otrzymał nagrodę najlepszego tajskiego boksera roku ("Muay Thai Fighter of the Year"). Profesjonalną sportową karierę zakończył w 2006 roku.
Zmarł 27 lutego 2013 roku podczas treningu na rowerze. Przyczyną zgonu był zawał serca.